# Peninsulares
Nel sistema delle caste presente nell'America spagnola in epoca coloniale, un peninsular (o godo o gachupin) era uno spagnolo nato in madrepatria, e si contrapponeva alle persone di discendenza pura spagnola ma nati nel Nuovo Mondo (noti come creoles).

## Descrizione
Gli incarichi ufficiali delle Americhe erano ad appannaggio dei soli peninsulares. Oltre a peninsulares e creoli, il sistema delle caste prevedeva anche l'esistenza di mestizos (di sangue misto spagnolo e nativo americano), mulatti (di sangue misto spagnolo e di origine africana), nativi americani, zambo (misti nativi americani e neri africani) ed infine i neri. In alcuni tempi e luoghi, ad esempio durante le guerre d'indipendenza, furono chiamati col termine dispregiativo di godos (che stava per "Visigoti", che avevano governato sulla Spagna) o, in Messico, gachupines.
Gli ufficiali coloniali di livello superiore arrivavano dalla Spagna per governare le colonie dell'America Latina. Spesso i peninsulares erano grandi latifondisti. Difendevano il monopolio di Cadice sul commercio, colpendo i creoli che iniziarono a dedicarsi al contrabbando con le colonie inglesi e francesi, soprattutto nelle zone distanti dai porti gestiti dalla Flota de Indias.
Nella gerarchia sociale coloniale, i peninsulares erano in cima, seguiti dai creoli, i quali svilupparono una potente aristocrazia locale nel XVII e XVIII secolo. Durante la rivoluzione francese i peninsulares erano in genere considerati conservatori.

## Uso del termine nel XX secolo
Nel XX secolo il termine peninsular è diventato un eufemismo per indicare i bianchi che abitano la Guinea spagnola. Viene usato anche nelle isole Canarie per indicare gli spagnoli non originari dell'arcipelago.
I discendenti di peninsulares e creoli nelle Filippine in seguito estesero il nome a tutta la classe dirigente anglofona, che divenne complessivamente nota come konyos a causa del loro frequente uso del termine spagnolo coño. La loro variante di inglese con parole Tagalog è caratteristica.

## Altri usi
Peninsulares è anche il nome di una marca spagnola di sigarette.